# Nolan Russell Wallach
Nolan Russell Wallach (* 3. August 1940) ist ein US-amerikanischer Mathematiker, der sich mit Lie-Gruppen, Darstellungstheorie, mathematischer Physik (darunter Quanteninformatik) und Differentialgeometrie befasst.

## Leben und Werk
Wallach studierte an der  University of Maryland mit dem Bachelor-Abschluss 1962 und an der Washington University mit dem Master-Abschluss 1963 und der Promotion bei Jun-Ichi Hano (A classification of real simple Lie algebras). Danach war er Instructor und später Lecturer an der University of California, Berkeley. 1969 wurde er Assistant Professor, 1970 Associate Professor und 1972 Professor an der Rutgers University, an der er 1986 Hermann Weyl Professor wurde. 1989 wurde er Professor für Mathematik an der University of California, San Diego. 2011 wurde er emeritiert.
Von ihm stammt ein zweibändige Monographie über reelle reduktive algebraische Gruppen und ihre Darstellungstheorie.
1978 war er eingeladener Sprecher auf dem Internationalen Mathematikerkongress in Helsinki (The spectrum of compact quotients of semisimple Lie groups).
1972 bis 1974 war er Sloan Research Fellow. 2004 wurde er Fellow der American Academy of Arts and Sciences. 1989 erhielt er eine Ehrenprofessur an der Universität Córdoba in Argentinien. Er ist Fellow der American Mathematical Society.
1997 bis 2003 war er Associate Editor der Annals of Mathematics und 1996 bis 1998 des Bulletin of the American Mathematical Society. Ab 2001 war er Herausgeber von Mathematics: Theory and Applications bei Birkhäuser. 1998 bis 2001 war er im Rat der American Mathematical Society.
Zu seinen Doktoranden zählt Alvany Rocha-Caridi.

## Schriften
- mit M. do Carmo: Minimal immersions of  spheres into spheres, Annals of Mathematics, Band 93, 1971, S. 43–62.
- Compact homogeneous Riemannian manifolds with strictly positive curvature, Annals of Mathematics, Band 96, 1972, S. 277–295.
- Harmonic analysis on homogeneous spaces, New York: Marcel Dekker 1973
- mit D. DeGeorge:  Limit formulas for multiplicities in L2( G\G), Annals of Mathematics, Band 107, 1978, S. 133–150.
- mit Armand Borel: Continuous cohomology, discrete subgroups and representations of reductive groups, Annals of Mathematical Studies 94, 1980, American Mathematical Society 2000
- mit Roe Goodman: Representations and invariants of the classical groups, Cambridge University Press 1998
- Symplectic geometry and Fourier analysis, Brookline: Math. Science Press 1977
- mit A. Rocha-Caridi: Characters of irreducible representations of the Lie algebra of vector fields on the circle, Invent. Math., Band 72, 1983, S. 57–75
- mit A. Rocha-Caridi: Characters of irreducible representations of the Virasoro-Algebra, Mathematische Zeitschrift, Band 185, 1984, S. 1–21
- mit A. Rocha-Caridi: Highest weight modules over graded Lie algebras: resolutions, filtrations and character formulas, Transactions of the AMS, Band 277, 1983, S. 133–162
- mit T. Enright, R. Howe: A classification of unitary highest weight modules, in: Representation theory of reductive groups (Park City, Utah 1982), Progress in Mathematics 40, Birkhäuser 1983, S. 97–143
- Real Reductive Groups, 2 Bände, Academic Press 1988, 1992
- mit Roe Goodman: Classical and quantum mechanical systems of Toda lattice type, 3 Teile, Comm. Math. Phys., Band 83, 1982, S. 355–386, Band 94, 1984, S. 177–217, Band 105, 1986, S. 473–509
- mit Roe Goodman: Symmetry, representations, and invariants, Graduate Texts in Mathematics, Springer 2009
- Quantum computing and entanglement for mathematicians, in: Representation theory and complex analysis, S. 345–376, Lecture Notes in Math. Nr. 1931, Springer 2008